# Сан Луис де Кийота
Сан Луис де Кийота (на испански: San Luis de Quillota) е чилийски футболен отбор от Кийота, регион Валпараисо. Създаден е на 8 декември 1919 г. под името Екс Алумнос дел Институто Кийота Футбол Клуб Играе в чилийската Примера Дивисион. Рекордьор по брой шампионски титли на втора дивизия (4), но без успехи в елита.

## История
Отборът е основат от група студенти от Институто Кийота през 1919 г., а през 1921 г. е преименуван на Депортиво Сан Луис де Кийота, на името на един от основателите на университета – французина Луи Андре Тирон и Жюлиен. През първите години от съществуването си, отборът играе в местни аматьорски първенства и печели няколко шампионски титли. През 1953 г. се включва в създадената втора дивизия, а две години по-късно печели титлата и промоция в първа дивизия. През 1958 г. отново играе във втора дивизия, но веднага я печели и отново отива в елита, където остава в продължение на девет години, най-дългият престой на тима там. През 1959 г. записва най-доброто си класиране в Примера Дивисион – десето място (повторено през 1986 г.) Следва по-дълго отсъствие от първа дивизия, преди нова титла в Примера Б през 1980 г. За няколко години Сан Луис успява отново да изпадне и да спечели промоция, а след поредното изпадане през 1987 г. идват и 13 сезона в трета дивизия, преди отново да стигне до Примера Дивисион през 2009 г. С четвъртата си титла във втора дивизия през сезон 2014/2015 изравнява рекорда на Депортес Темуко.

## Футболисти

### Известни бивши футболисти
- Адолфо Неф
- Умберто Суасо
- Хорхе Варгас

## Успехи
- Примера Б:
  - Шампион (4): 1955, 1958, 1980, 2014/2015
  - Вицешампион (2): 1968, 1983
- Терсера Дивисион:
  - Шампион (1): 2003
- Копа Апертура де Сегунда Дивисион:
  - Носител (1): 1980
  - Финалист (1): 1983
- Примера Дивисион де ла Асосиасион Кийота:
  - Шампион (10): 1924, 1925, 1926, 1928, 1929, 1931, 1932, 1933, 1943, 1948
- Копа Спортинг де ла Асосиасион Кийота:
  - Носител (4): 1927, 1929, 1933, 1934
- Асосиасион де Аконкагуа:
  - Шампион (1): 1929

## Рекорди
- Най-голяма победа:
  - в Примера Дивисион: 6:1 срещу Рейнджърс де Талка, 1960 г. и Сантяго Уондърърс, 1961 г.
  - в Примера Б: 8:1 срещу Сантяго Морнинг, 1983 г.; 7:0 срещу Сантяго Насионал, 1955 г. и Универсидад Текника, 1958 г.
  - за купата: 7:0 срещу Унион Ла Калера, 1988 г.
- Най-голяма загуба:
  - в Примера Дивисион: 8:1 срещу Коло Коло, 1961 г.
  - в Примера Б: 6:0 срещу Депортес Пуерто Монт, 2008 г.
  - за купата: 7:2 срещу Сантяго Уондърърс, 2014 г.